# 家

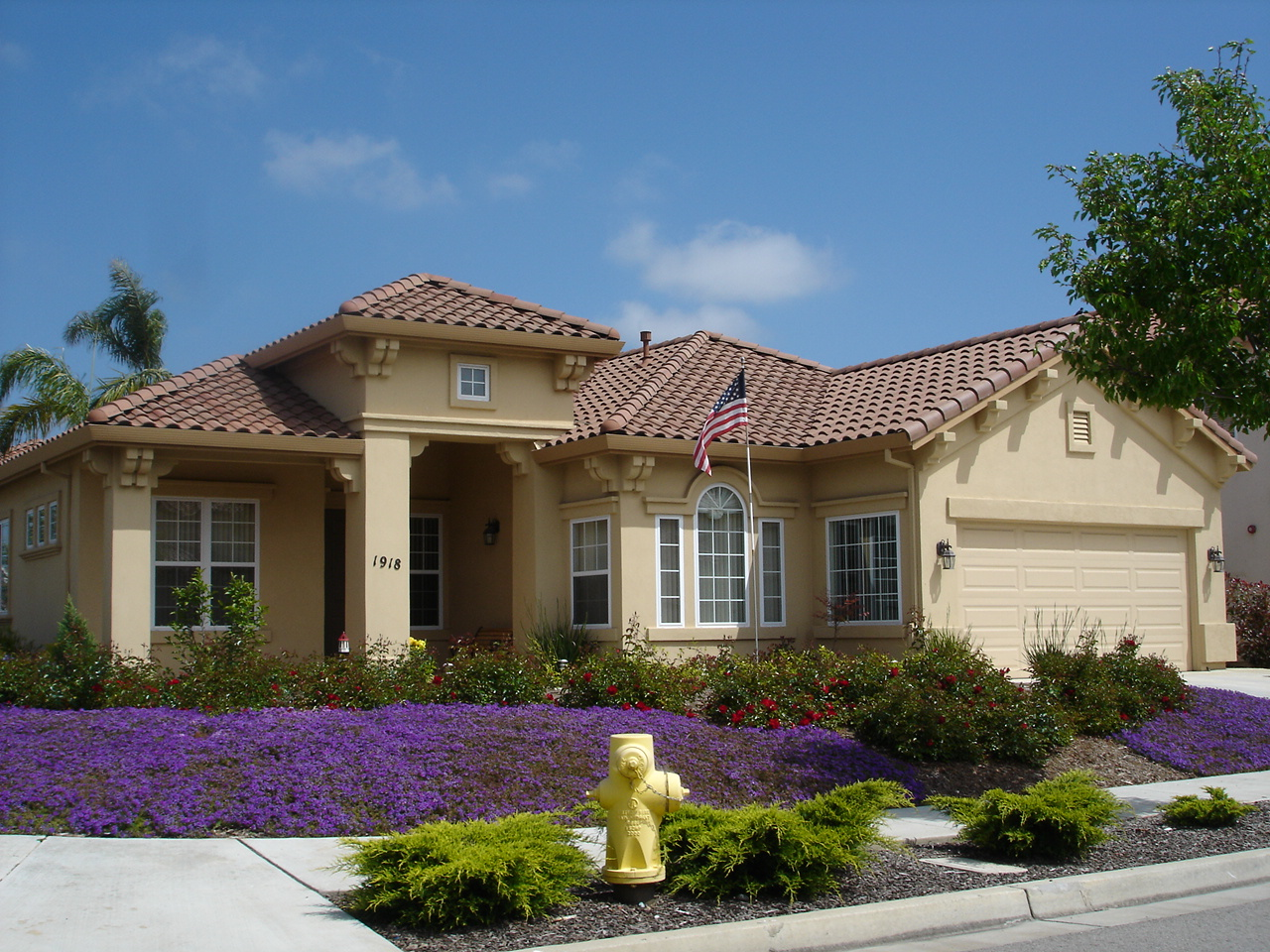
一栋住着一家人的房子

家，或称住所，指作为至少一个人类永久或半永久住所的空間。家会完全受遮蔽或半遮蔽，且可以同时拥有裡面和外面。家为人类提供了房间等庇护空间，允许了睡觉、准备食物、就餐和保健等家庭活动，以及远程工作、学习和玩耍等工作和休闲活动。
家可能会以静态的物理形式（如住宅或公寓）出现，也可能会以动态的物理形式（如船屋、拖车或蒙古包）出现，还可能会以数码资料的形式（如虚拟空间）出现。从个人住宅中最私密的空间，到直接位于家周围的地区，再到鄉鎮、村、市、国家、行星之类的地理区域，人们可以从微观到宏观的各种角度跨尺度考虑“家”的特性。
“家”的概念已经在关于其本身、室内、心理的构想，以及在阈限空间、争议空间等方面，甚至是社会性别和政治等方面受到了跨学科研究和理论化。随着当代生活方式和科技进步对全球人类工作和生活方式的重新定义，家的概念已经扩展到了住处之外。家也是人們寄託情感的中心。根據《世界人權宣言》第12條規定，個人的住所不允許無理的侵犯。

## 历史

### 史前时代
人类最早可能生活在洞穴等自然特征中；但因为肉食性动物也会杀害人类并将之带入洞穴，洞穴中的早期人类尸体并不能成为这点的充分证据。考古学家曾多年认为，1924年在非洲发现的首个早期人类陶格孩童居住在洞穴中；而新近的理论则认为，事实上是一只鹰捕食了陶格孩童并将之储入了洞穴。目前对这点仍有争议。这些洞穴确实是在加普高原（英語：Ghaap Plateau）的白云岩中形成的，并且也含有石器时代早期、中期和晚期的翁德尔韦尔克洞穴遗址；但其中沿悬崖边缘生成的洞穴，例如陶格孩童被假定居住的洞穴却是由次生石灰岩沉积物石灰華形成的。同时有大量证据表明，至少从距今100万年前开始，世界各地的洞穴中就开始有其他早期人类居住：例如在北京周口店发现的直立人、在南非马卡潘谷世界遗产（马卡潘斯盖）发现的罗德西亚人、在欧洲阿塔普埃尔卡山发现的尼安德特人和海德堡人、在印度尼西亚弗洛勒斯岛发现的佛羅勒斯人，和在西伯利亚南部发现的丹尼索瓦人。
在约18万年前的南非，早期现代人类首次开发海洋时，他们就已经常常将海蝕洞用作避难所了。最早的已知海蚀洞避难所是位于品尼高點的PP13B。这可能允许了人类在60至50,000年前迅速走出非洲，殖民世界各地（如澳大利亚）。在整个南非、澳大利亚和欧洲，早期人类都利用洞穴和岩棚（例如Giants Castle）创作岩畫；而在中国，人们则会将洞穴用作避难所（窑洞）；除此之外，人类也有可能会把洞穴用于土葬（如石方开挖坟墓）或宗教（例如佛教石窟）目的。已知用作宗教目的的洞穴有中国的千佛洞和米诺斯文明的神圣洞穴。顺应技术进步，人类等原始人开始了自行建造居所。新石器时代晚期，小屋和長屋等居住用建筑物出现。

### 上古时代
土耳其中部的康尼亞平原（Konya Plain）考古顯示，9000年前的城市遺址顯示人類從游牧生活 轉變為定居，並發展出「家」的概念。

### 现代

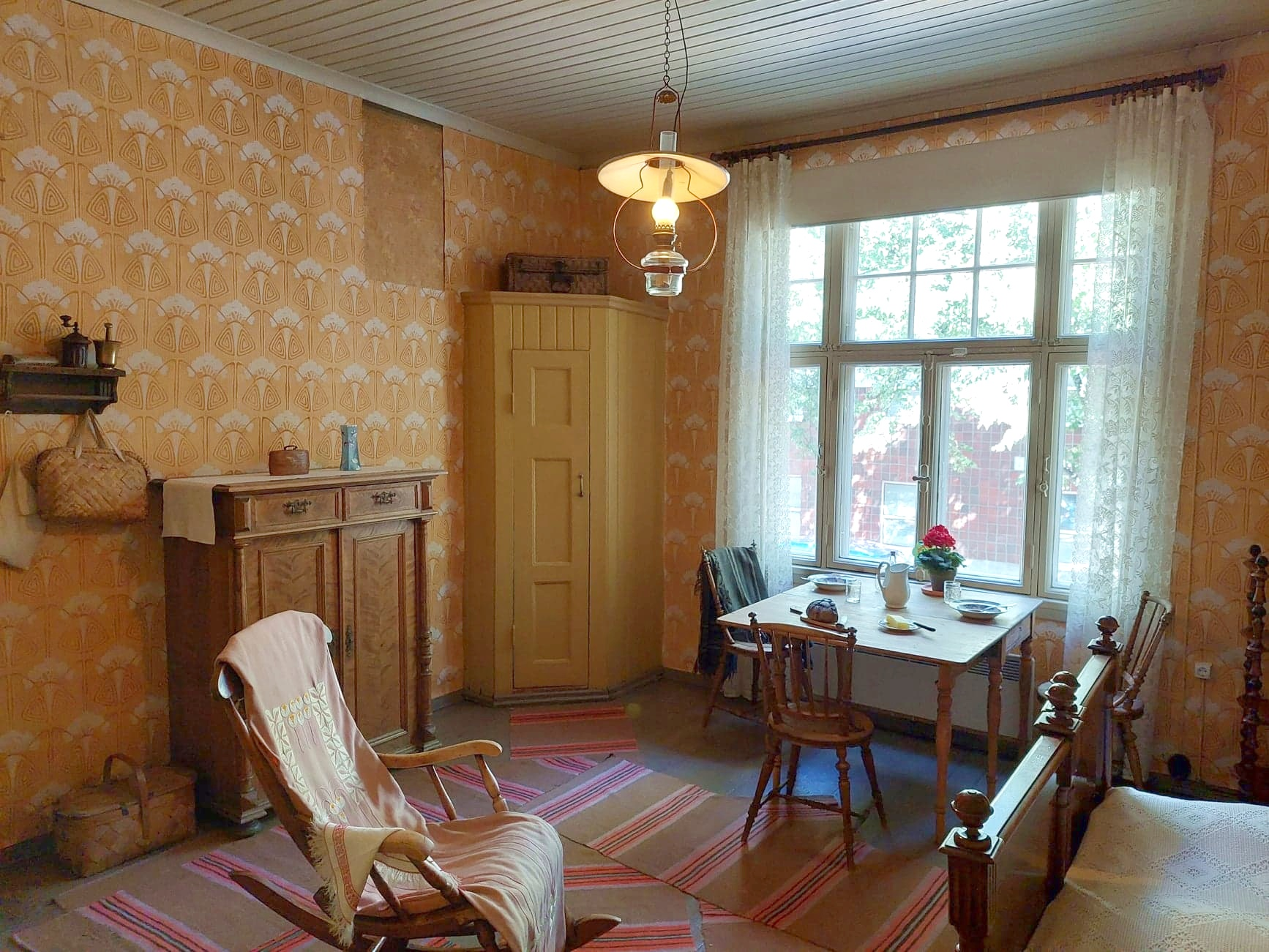
工业化导致了以城市为目标的大规模迁移。这间赫尔辛基的单间工人之家是19世纪末20世纪初的典型住房，通常由大家庭居住

据基尔斯滕·格拉姆-汉森称，“可以认为，从历史和跨文化角度来看，自17世纪啟蒙時代开始，就出现了在某些时候将家与实体建筑视为非强联系概念的思维模式。”在此之前，个人的家更多是公共的而非私人的；而之后，家的隐私权、亲切感和熟悉感获得了更大的重视。借由愛德華·科克写就的判例法，家与住宅的联系得到了加强：“对每个人来说，房子都是他的城堡和防线；同时，它也是人们防御伤害与暴力之地，以及他们的休息处”。这句话经改编成为“英国人的家就是他们的城堡”，并普及了“家就是房子”这个概念。
19世纪，智能家居的概念出现，同时电力引入了有限容量的住所。

## 常见类型
目前在人类家庭选择方面有多种理论，一个人童年时期的居住条件往往会影响到他们之后的家庭选择。

### 静态结构

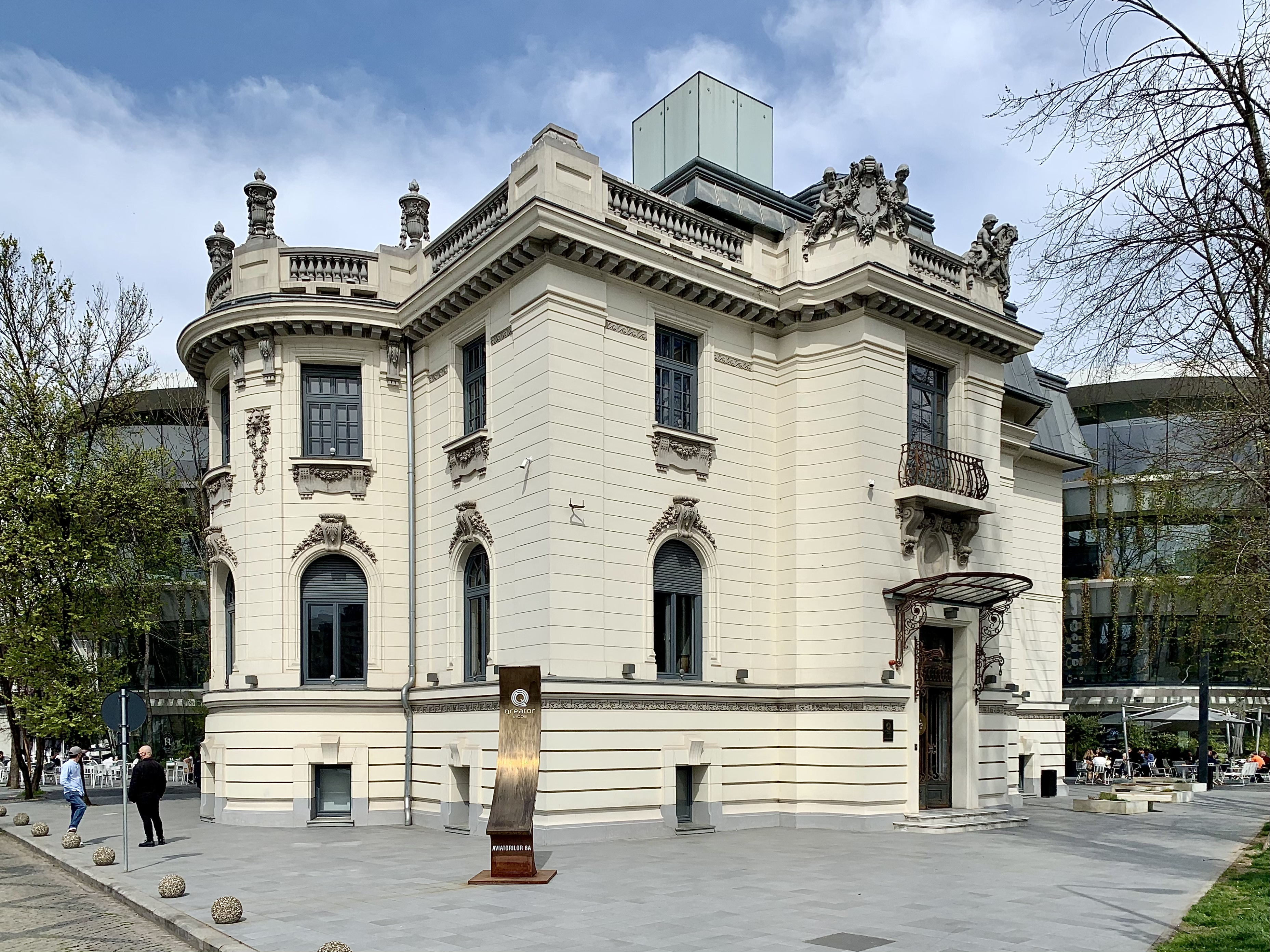
位于罗马尼亚，布加勒斯特，阿韦亚托里洛尔大道8A的住宅

住宅，又稱家宅、房屋、房子，是供人居住的建築物，可能是簡單的小屋，也有可能是用木材、砌体结构、混凝土或其他建材建成的複雜建築物。一般有牆壁和屋頂，內部則區隔出房間，但也可不隔間。其中可能會有管路系統、電力、及暖通空調系統。住宅有許多種類的屋顶系統，避免降雨進入室內。也會用門扉或锁來保護住處的人以及財產，避免進侵的人或動物。大部份現代西方的住宅會有一至多個臥房及浴室，一個廚房，一個起居間。有些住宅可能會有飯廳，或是和其他的空間整合。一些北美的大型住宅會有娛樂室。農業傳統的地區，其住屋可能有飼養牲畜的區域。

### 可移动结构
船屋指一艘已被设计或改造为住所并且主要以此目的使用的艇。部分船屋没有被摩托化，因为它们经常被停泊和固定在一个稳定的点上，并且通常会被拴在陆地上作为公共事业设备使用。但也有许多船屋能够在个人的控制下运作。粗糙的船屋会被称为水上棚屋。在西方国家，船屋往往是私人拥有或出租给度假者的，在欧洲的一些运河上，人们常年居住在船屋中。在香港南区也有名为香港仔艇家的船屋，主要由香港渔民居住；但因为香港仔艇家居住者的后代都选择搬迁到旱地上的高层住宅，目前的多数香港并不永久居住在船屋内，香港仔艇家的居住者也从1963年的150,000人变为了1982年的40,000人。

蒙古包（转写：monggo boo）是满语里对蒙古族牧民住房的称呼。这类住房形式不限于蒙古族，而是在中亚地区游牧民族中很常见。古代突厥、契丹、蒙古等游牧民族的住房。辽上京宫城里的宫帐被称为斡耳朵，也是一种形式的蒙古包。

### 杂项
寮屋在香港一般是指非法佔用政府土地，或位於私人農地上的違契構築物或臨時居所，其建築通常相當簡陋，大多以鐵皮及木板等搭建而成，所以又俗稱鐵皮屋、木屋；香港的非原居民村落只是寮屋區（squatter area：佔屋）。

示範單位，是建築師、地產發展商以（一比一）比例建築物模型，展示其建築發展項目的美好概念，又名陳列品。內容或許包括雲石廚房、實木房門、意大利家具、水晶吊燈、仿煙花海景等；亦有一些示範單位會展示收樓業權轉讓時的物業單位面貌又稱收樓標準。目的是吸引未來買家支持或購買該物業單位。示範單位通常設置於交通方便的市區，而該建築工地未必在同區。也有些是「地盤示範單位」，通常在該樓盤所在的地盤臨時搭建。

## 管理

### 住房合作社
住房合作社（英語：或）指的是由一个及以上住宅组成而拥有不动产的法律主体，通常会是合作社或者是法人团体。住房合作社是住房所有权的类型之一。作为一种独特的住房所有权形式，住房合作社具有许多不同于其他住房安排的特征，例如独立式洋房所有权、公寓大厦和租赁。

### 家务
家務，又稱家事，是指家庭在日常生活中的一般性事務，因此也被稱為「家務事」，例如：掃除、洗濯、烹飪、購物等，有時亦包含照顧被照顧者及居家用品的簡易修理等。處理家務時若不小心就有可能發生家居意外、甚至引起火灾等致死事故（例如洗廁所用漂白水加就会产生剧毒的氯气或氯胺）。受聘從事家務的職業稱為家務助理，也就是俗稱僕人、傭人。
清洁工作乍一看似乎很困难且累人。然而，通过合理的计划和良好的习惯，可以使这个过程变得更加愉快。一个干净的家不仅能带来身体上的舒适，也能让人精神上感到轻松。因此，应该把家庭清洁视为提高生活品質的日常，而不是一种负担。最重要的是，享受在干净的家中所带来的宁静与舒适。

## 产权
住房产权指具住宅或公寓居住权者对住宅或公寓的财务安排。最常见的住房产权类型是租赁（即由住户将租金支付与房东）和业主自营（即住户拥有自己的住房）。存在混合形式的住房产权。
住房产权的基本形式可以细分，例如自用业主就有可能完全拥有或抵押自身的房屋，而租赁行为的房东则可能是个人、非营利组织（如在住房协会中）或政府机构（如在公营住宅中）。

### 业主自营
业主自营（英語：或）是一种住房产权类型，亦即由某人拥有他们居住的家，其拥有者被称为自营业主、自用业主或占用人（英語：、或）。业主自营的家可以是住宅，例如独立式洋房、公寓、公寓大厦或住房合作社。作为一种产权类型，业主自营除了提供住房外，还能起到房地产投资的作用。

### 租房住宿
租賃，又名出租、租借等，在合約或法律上，是一種商業交易行爲。租戶付款金錢，稱作租金（承租人依照租約條款或租賃協議所支付給出租人的費用），獲得指定物件的有限期使用權，而該物件的物權仍然由物主所有。

### 占屋
佔屋（Squatting）是指在沒有一般法律認可的擁有權或租用權下，占用閒置或廢棄的空間或建築物的行為。該詞彙通常用於住宅。
佔屋在二次世界大戰後曾在數個國家形成社會運動，以彰顯土地使用或都市計劃的社會不公。而不少國家以刑法將佔屋視為侵權的行為起訴佔用者。台灣立報、中華民國專業者都市改革組織 (OURs)、香港信報曾報導或介紹佔屋行為，做為一種實踐無住屋運動的手段。

### 露宿

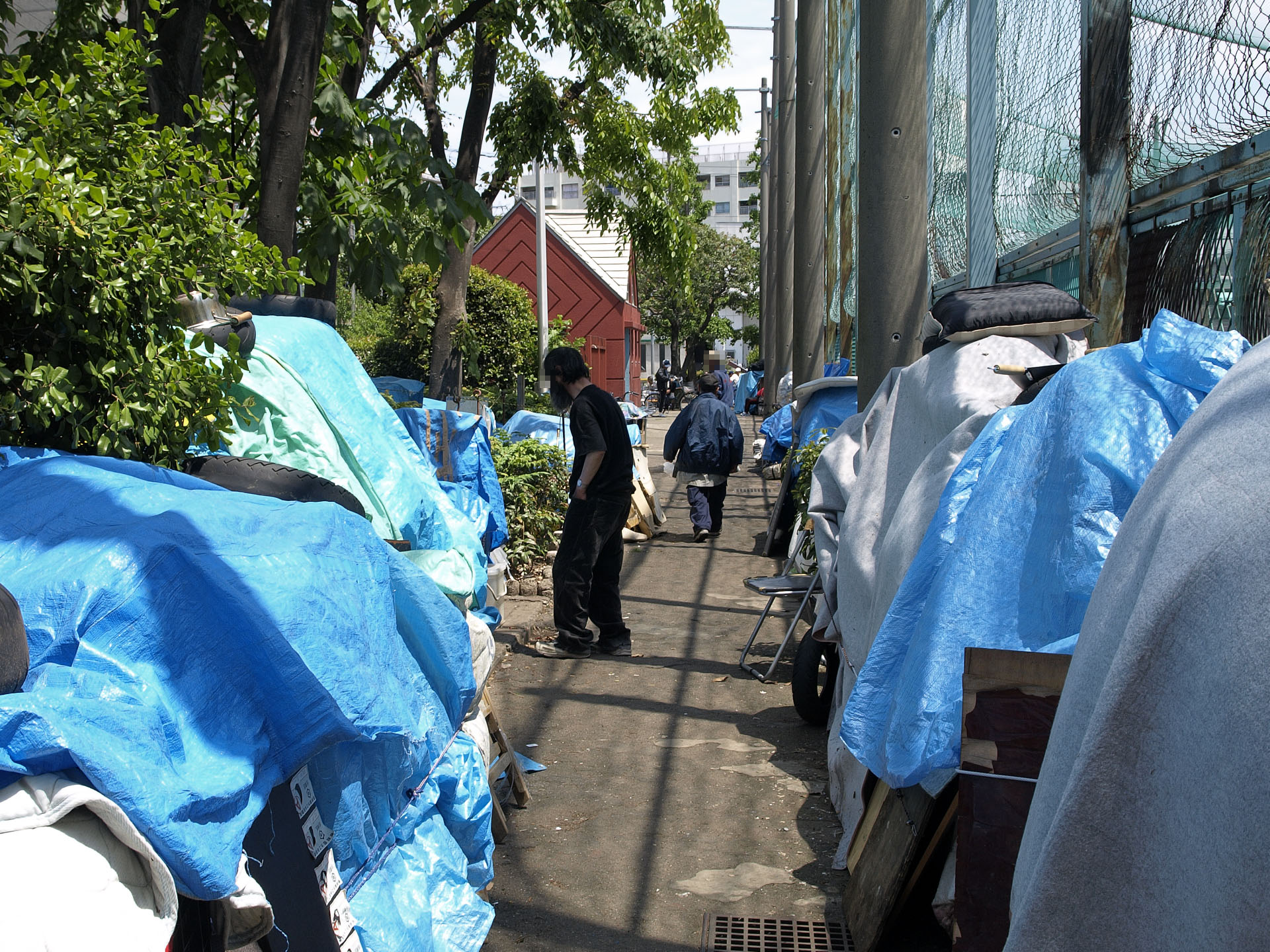
日本东京都山谷地区的露宿者

从自然灾害、诈骗、偷窃、縱火或战争相关破坏，到更为普遍的自愿出售、一个及以上居住者的关系破裂、由政府或因立法原因征收、为支付担保债务而遭收回或法院拍卖、遭房东逐客诉讼或是受限期处置（例如租賃契約或完全赠与），一个人可能会因为各种原因而无家可归。而关于司法管辖权的无家可归原因则包括逆權侵佔、未付物業稅和贪腐，其中贪腐经常在失敗國家发生。
通常来说，破產、精神疾患的发展或持续、因身体能力严重丧失而无能力支付护理工作所需钱款都会导致某人住家情况的变动。家的基本特性可能会因结构缺陷、自然地層下陷、受忽视或土地污染而低质化。难民指因暴力或迫害而流离失所的人，他们可能会在避难所寻求临时住房，或是在另一国家申请庇護權以试图永久重新安置。
据学者称，家与露宿的两分就在于家的概念依赖于露宿：“从某种意义上来说，如果没有露宿者的话，我们就根本不会在意家代表什么”。

## 人文意义
家通常会是所有者的精神寄托，并且可能会成为其所有者的珍贵财产。Terkenli, T.S.认为，在心理层面上，“最强烈的家园感一般会和地理上的居所位置吻合。通常，家园感会在某人离开他地理上的居所位置时减弱，但这种减弱并非是必定发生或有规律可寻的。”家的概念在保安、身份、仪式和社会化方面有诸多涵义，居民可能会将家与价值、情感、经验和联系相关联。一些学者认为，正如基尔斯滕·格拉姆-汉森所说的“由当地居民造成的现象”，正是这种社交和行为使得一个住宅可以被称为“家”。社交功能失调可能会导致住所是家的感受遭否定，而物质内容则可能赋予人类这种感受。典型的“理想家庭”一般会具有带浪漫主义或怀旧性的概念。
不同的文化可能会对家的概念产生不同的理解：例如在美国，与其他住宅相比，人们认为业主自营的住宅更能代表家，但对于寄宿公寓能否代表家，尚存争议；非西方文化者认为住所的隐私性和住所本身的价值较小，但人们长期将住所问题视为移民最关心的问题。一些住房学者认为，家与房子的混同是大众媒体宣传和资本主义利益的结果。社会学家谢利·马利特认为，从家的空间、感受、实践和它“存在于社会的方式”来看，家的概念是抽象的。
人类在一定程度上通常是习惯性动物，一个人关于家的状况会在生理上影响他的行為、情绪和整体心理健康。据玛丽安内·居勒斯塔称，家是人类日常生活的中心，并且正在试图融合人类的日常生活，并且一个人在家中的行为可以反映出更大的文化和社会价值，例如暗示家庭是女性领域的性别角色。（研究表明“女性对家的依附明显于强男性，并且会随持续时间的延长而增长”）人在长期离家时会产生乡愁情绪。类似于家的地点可以引发一个人的自我反思，令其思考自己是谁，曾经是谁或是可能成为谁。这种类型的反思也会在具有集体历史身份的地点，例如原爆点发生。某人在家中的时光是其建立依附的重要基础。一个人对家的感知可以超越其住所本身，并延伸至其社区、家庭、工作场所和民族国家，有人会同时将多个地点认同为“家”。在一个人对于自身生活的评估中，家会成为一个超越住所的重要元素；据观察，家的概念已经在现代社会变得更加深刻。家与家庭有一定联系，一些学者甚至认为两者是同一概念。

### 联合国反应
于1948年在联合国大会通过的世界人权宣言第二十五条规定中，有下列关于住房的文本：“所有人都有权力维持自身及家属的生活水平在各个方面达到足够的健康和幸福水准，例如食物、衣着、住房、医疗和必需社会服务……。”
2004年，联合国经济部和社会事务部将露宿户定义为“没有住所但在生活区内的家户，会带着一些随身所有物睡在大街、门口、栈桥等或多或少随机的地点”。
2009年，联合国欧洲经济委员会的欧洲统计学家会议建议将露宿者分为两大类（但这并不能提供一个完整的定义）：
- (a) 主要的露宿者，包括生活在街道上，没有住所但可能在居住区范围内的人。
- (b) 次要的露宿者，可能包括没有惯常居所而在各种住宅（包括为露宿者提供的居所、庇护所、公共机构等居住区）间频繁迁居的人，也包括在私人住宅内但在人口普查表内填写“无通常地址”的人。